# Zelig
Zelig é um filme norte-americano de 1983, escrito e dirigido por Woody Allen, do gênero mocumentário. O filme é primordialmente em preto e branco, com algumas cenas coloridas.

## Elenco
- Woody Allen — Leonard Zelig
- Mia Farrow — Drª Eudora Nesbitt Fletcher
- John Buckwalter — Dr. Sindell
- Patrick Horgan — narrador
- Marvin Chatinover — endocrinologista
- Stanley Swerdlow — médico
- Paul Nevens — Dr. Birsky

## Sinopse
O filme, que se passa nas décadas de 1920 e 30, fala sobre Leonard Zelig, um homem desinteressante que tem a capacidade de transformar sua aparência na das pessoas que o cercam. É observado inicialmente numa festa, por F. Scott Fitzgerald, que percebe que, ao mesmo tempo em que circula entre os convidados louvando as classes afluentes num sotaque refinado e esnobe, Zelig se mistura aos criados na cozinha, vociferando enfurecidamente contra os "gatos gordos" num forte sotaque proletário. Rapidamente ganha fama internacional como um "camaleão humano".
A dra. Eudora Fletcher (Mia Farrow) é uma psicanalista que quer ajudar Zelig com este estranho distúrbio, quando ele é internado em seu hospital. Através do uso da hipnose, a dra. Fletcher descobre que Zelig anseia tão fortemente por aprovação que se altera fisicamente, na esperança de se adequar aos que o cercam. A determinação da dra. Fletcher permite eventualmente que ela o cure, não sem, no entanto, algumas complicações; ela acaba por elevar tanto a auto-estima de Zelig que ele acaba desenvolvendo temporariamente uma personalidade que é violentamente intolerante a respeito das opiniões de outras pessoas.
A médica descobre que está se apaixonando por Zelig. Devido à cobertura feita pela mídia do caso, tanto o paciente quanto a doutora tornam-se parte da cultura popular de seus tempos. No entanto, a fama é a principal causa de sua divisão; a mesma sociedade que fez de Zelig um herói acaba por destruí-lo.
A doença de Zelig retorna, e ele tenta novamente se adaptar. Diversas mulheres alegam ter se casado com ele, que eventualmente desaparece. A doutora Fletcher o encontra na Alemanha, trabalhando com os nazistas, pouco antes da Segunda Guerra Mundial. Juntos, fogem e retornam aos EUA, onde são proclamados heróis (depois que Zelig, usando mais uma vez sua habilidade, imita as habilidades de pilotagem de Fletcher e pilota o avião que lhes traz de volta, cruzando o Atlântico, de cabeça para baixo).

## Produção
Woody Allen utilizou-se de imagens reais de cinejornais de época, e inseriu a si mesmo e outros atores com o auxílio da técnica do chroma key. Para dar uma aparência autêntica às suas cenas, Allen e o diretor de fotografia Gordon Willis utilizaram diversas técnicas, como localizar algumas das câmeras e lentes utilizadas originalmente durante os períodos mostrados no filme, e até mesmo simulando danos aos negativos, como arranhões e rugas, para fazer com que o produto final parecesse realmente antigo. A mistura aparentemente uniforme de imagens novas e antigas foi obtida com sucesso quase uma década antes da tecnologia cinematográfica digital tornou estas técnicas, usadas em filmes como Forrest Gump, muito mais fácil de ser realizada.
O filme usa participações especiais de figuras reais da academia e de outros campos, como efeito cômico. Em contraste com as imagens em preto-e-branco da época, estas pessoas aparecem em segmentos a cores como elas próprias, comentando o fenômeno Zelig, de um ponto de vista atual (isto é, da época em que o filme foi feito), como se ele tivesse realmente acontecido. Algumas das aparições incluem a ensaísta Susan Sontag, o psicólogo Bruno Bettelheim, o escritor vencedor do Prêmio Nobel Saul Bellow, o autor político Irving Howe, o historiador John Morton Blum e a empresária da noite de Paris Bricktop.
Nas imagens de época que aparecem no filme destacam-se personagens históricos como Charles Lindbergh, Al Capone, William Randolph Hearst, Marion Davies, Charlie Chaplin, Josephine Baker, Fanny Brice, Carole Lombard, Dolores del Río, Adolf Hitler, Josef Goebbels, Hermann Göring, James Cagney, Jimmy Walker, Lou Gehrig, Babe Ruth, Bobby Jones e o Papa Pio XI. 
Durante o tempo necessário para a finalização dos efeitos especiais do filme, Allen filmou outros dois trabalhos, A Midsummer Night's Sex Comedy e Broadway Danny Rose.
A trilha sonora inclui músicas de época, como "I'm Sitting on Top of the World" e "Five Feet Two, Eyes of Blue", de Ray Henderson, Sam Lewis e Joe Young; "Sunny Side Up", de Henderson, Lew Brown e Buddy G. DeSylva; "Ain't We Got Fun", de Richard A. Whiting, Ray Egan e Gus Kahn;  "Charleston", de James P. Johnson e Cecil Mack; "I'll Get By", de Fred E. Ahlert e Roy Turk; "I've Got a Feeling I'm Falling", de Fats Waller, Harry Link e Billy Rose; "I Love My Baby (My Baby Loves Me)", de Harry Warren e Bud Green; "A Sailboat in the Moonlight", de Carmen Lombardo e John Jacob Loeb; "Chicago (That Toddlin' Town)", de Fred Fisher; e "Anchors Aweigh", de Charles A. Zimmerman e Alfred Hart Miles. Dick Hyman também compôs diversas canções supostamente inspiradas pelo fenômeno Zelig, incluindo "Leonard the Lizard," "Reptile Eyes," "You May Be Six People, But I Love You," "Doin' the Chameleon," ""The Changing Man Concerto," e "Chameleon Days" - esta executada por Mae Questel, a voz de Betty Boop.
Antes de ser exibido no Festival de Cinema de Veneza, o filme estreou em apenas ao ar em seis cinemas por todo os Estados Unidos, e arrecados 60.119 de dólares no fim de semana inicial. Seu faturamente doméstico eventualmente alcançou 11.798.616 de dólares..
Zelig tem a peculiaridade de ter sido o último filme da Orion Pictures a ser lançado pela Warner Bros.; Ao contrário dos outros filmes da Orion lançados pela Warner, cujos direitos foram retidos pela distribuidora original, Zelig é de propriedade da sucessora da Orion, a MGM.

## Recepção crítica
Em sua crítica do filme no jornal americano The New York Times, Vicent Canby observou: "a nova comédia [de Allen], excepcionalmente segura de si, é para a sua carreira o que Berlin Alexanderplatz foi para a de Rainer Werner Fassbinder e . . . Fanny and Alexander é para a de Ingmar Bergman . . . Zelig não é apenas impagavelmente engraçado, também é, por vezes, bastante comovente. Funciona simultaneamente como história social, como uma história de amor, como um estudo de diversos tipo de narrativa cinematográfica, como sátira e como paródia . . . É uma comédia praticamente perfeita - e perfeitamente original - de Woody Allen." A revista Variety disse que o filme era "consistentemente engraçado, embora mais acadêmico do que destinado ao público das ruas", e o Christian Science Monitor o chamou de "incrivelmente divertido e comovente".. A Time Out New York o descreveu como "levemente divertido", enquanto  o TV Guide escreveu que "as disputas constantes de Allen com a psicanálise e sua identidade judaica - preocupações estridentemente literais na maioria de seus trabalhos - são, pelo menos uma vez, retratadas alegoricamente. O resultado é profundamente satisfatório."